# Profoss

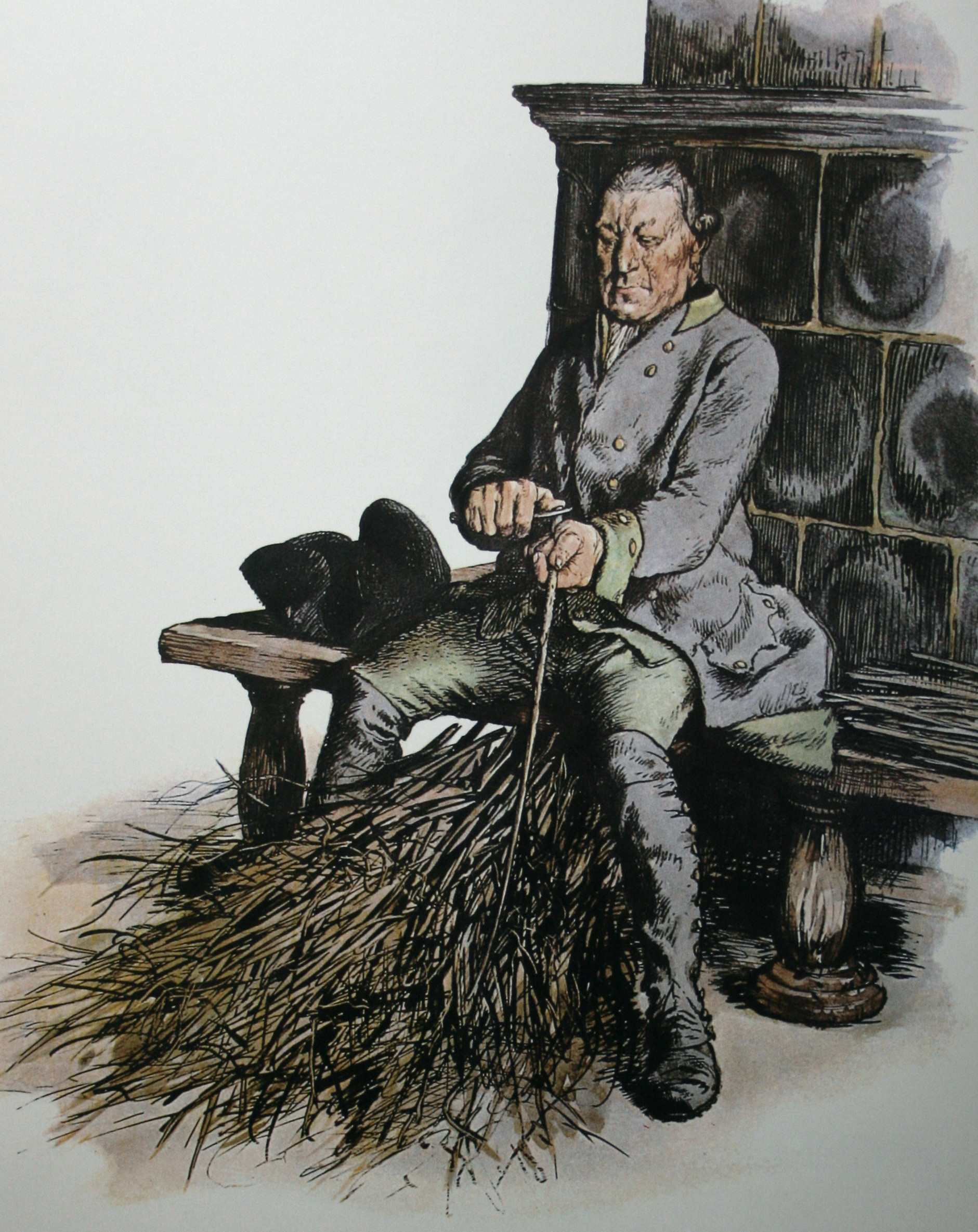
En profoss i Preussens armé förbereder ris att användas vid gatlopp. Teckning av Adolph Menzel från omkring 1850.

Profoss, från latinets praepositus ("överordna", från praeponere, "att sätta i spetsen"), är en historisk benämning inom militärpolisväsendet. Ibland synonym för bödel och gevaldiger. En generalprofoss avser en profoss med hög ställning ofta med ansvar för en fältarmé. Profoss var i Sverige en militär befattning, den lägst rankade underofficeren med eget boställe.
En profoss var en befattningshavare i kronans eller en stads tjänst från och med 1600-talet, också i ett läns tjänst från 1700-talet (provins i Gamla Finland), som hade i uppdrag att sköta vissa polisiära eller fiskala uppgifter, övervaka fångar och verkställa utdömda kroppsstraff, därför stundom liktydigt med bödel, skarprättare och kallad flagellator, horepiskare m.m. Avstraffandet sänkte profossens status och gjorde beteckningen profoss liktydig med bödel, skarprättare.
Ordet prost har samma bakgrund som ordet profoss. 

### Övriga referenser
Den här artikeln är helt eller delvis baserad på material från engelskspråkiga Wikipedia, Provost (military police), tidigare version.
- Profoss i Nordisk familjebok (andra upplagan, 1915)